# Казмерчак, Станислав
Станислав Казмерчак (пол. Stanisław Kaźmierczak, 5 марта 1950, Познань, Польша) — польский хоккеист (хоккей на траве), нападающий.

## Биография
Станислав Казмерчак родился 5 марта 1950 года в польском городе Познани.
В 1967 году окончил базовое профессиональное училище в Познани по специальности электрика.
Играл в хоккей на траве за познанские «Варту» (1963—1969, 1971—1983) и «Грюнвальд» (1969—1971, во время армейской службы). Семь раз выигрывал чемпионат Польши по хоккею на траве (1969—1970, 1972—1973, 1975—1976, 1980) и шесть раз — по индорхоккею (1969, 1971, 1973, 1975—1976, 1982).
В 1972 году вошёл в состав сборной Польши по хоккею на траве на Олимпийских играх в Мюнхене, занявшей 11-е место. Играл на позиции нападающего, провёл 8 матчей, забил 1 мяч в ворота сборной Нидерландов.
Участвовал в составе сборной Польши в чемпионатах Европы 1970, 1974 и 1978 годов.
В 1969—1980 годах провёл за сборную Польши 77 матчей, забил 28 мячей.
Заслуженный мастер спорта Польши.
С 1986 года судил матчи по хоккею на траве, в 1993 году получил международную категорию.
Живёт в Познани.

## Семья
Отец — Антоний Казмерчак, мать — Елена Мелицкая.
Женат на Галине Марцинковской, есть дочери Моника и Анита.